# Zimbabwská kuchyně

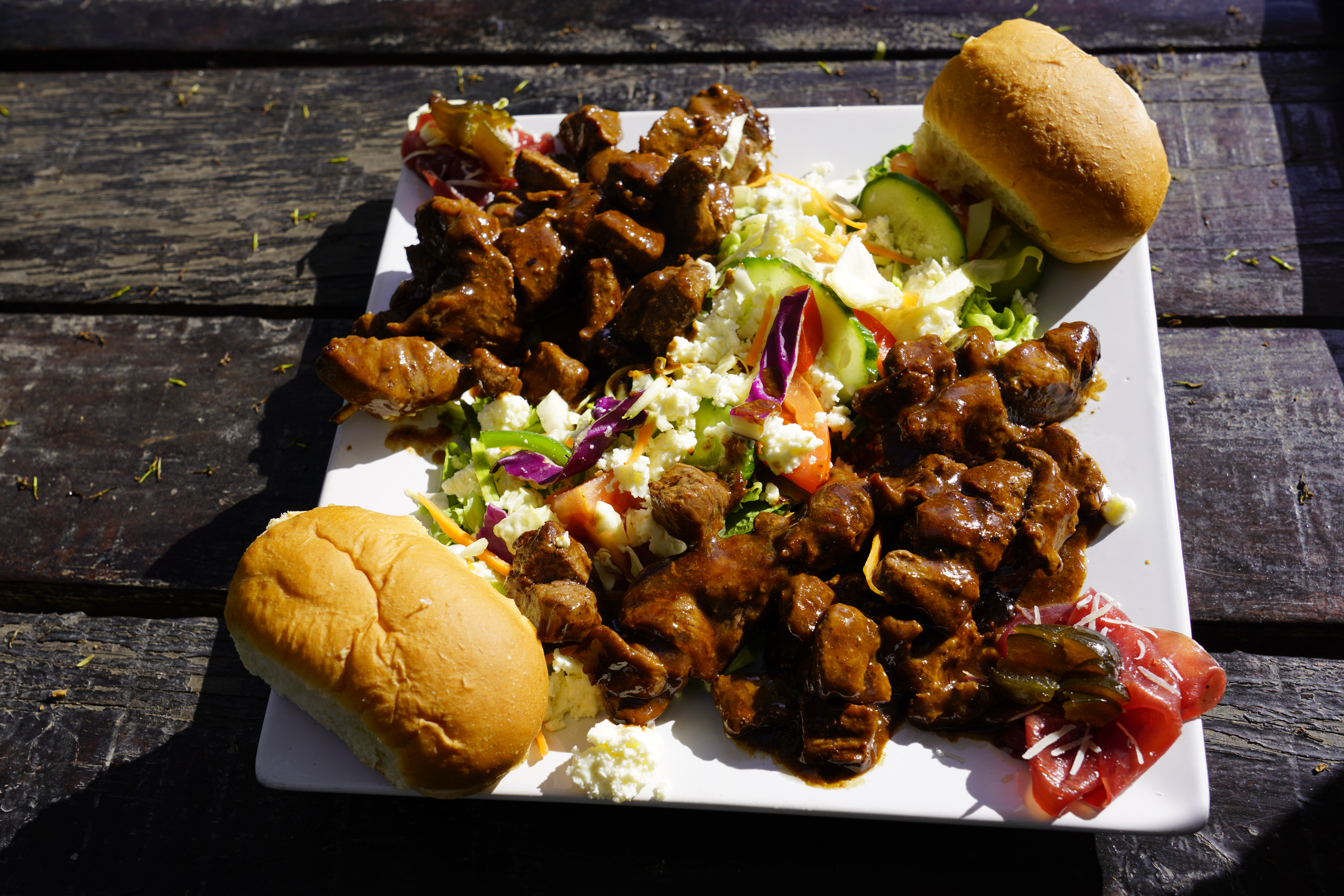
Pštrosí maso

Zimbabwská kuchyně byla ovlivněna hlavně britskou kuchyní, v Zimbabwe jsou díky tomuto vlivu dostupné mnohé kvalitní čaje. Používá se také maso, často i z místní zvěřiny (krokodýl, pštros, prase bradavičnaté). Dále se používá ovoce, zelenina, kukuřice, arašídy nebo houby.

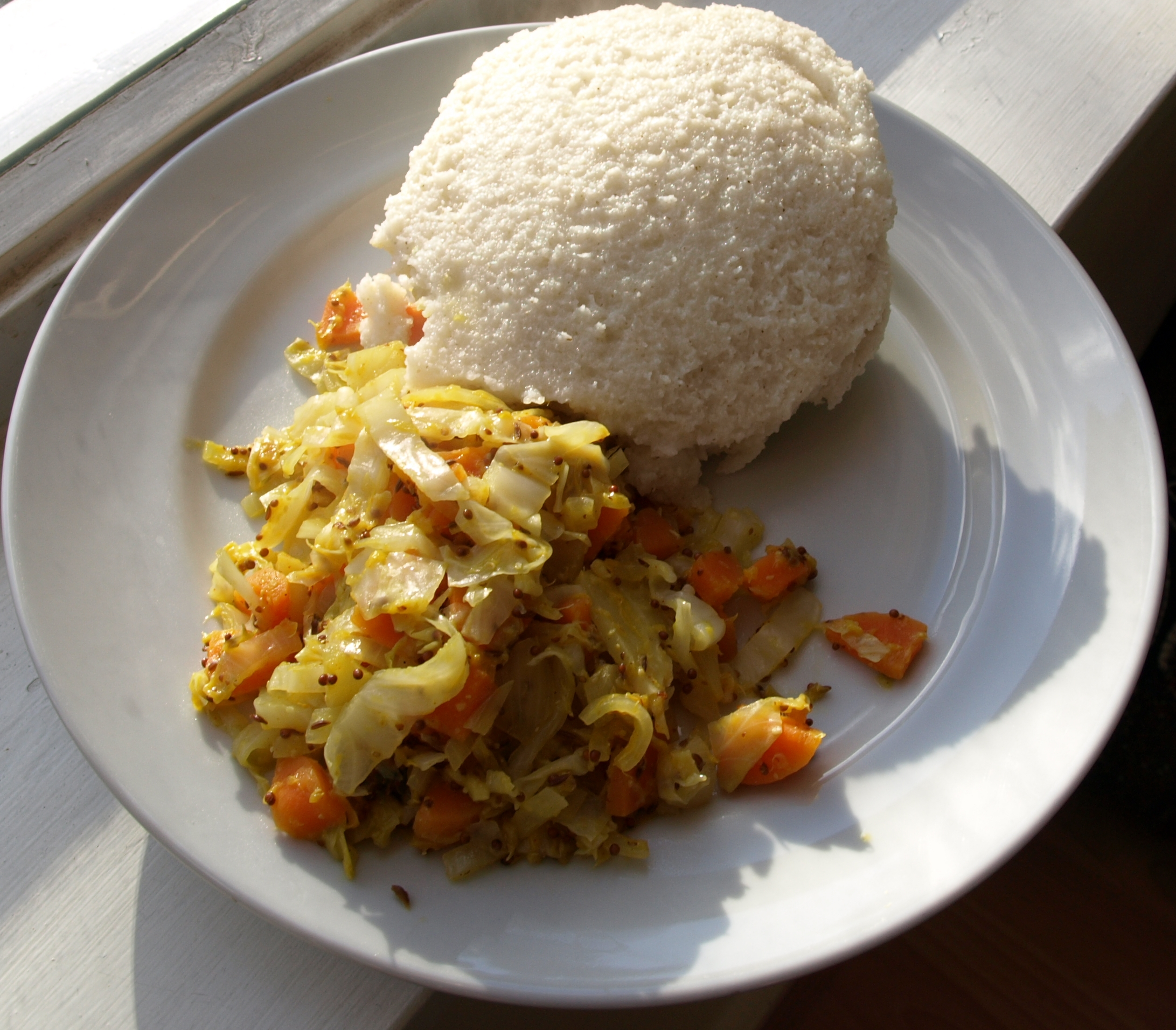
Sadza

## Příklady zimbabwských pokrmů
Příklady zimbabwských pokrmů:
- Sadza, hustá kukuřičná kaše podávaná jako příloha[4]
- Nhedzi, houbová polévka
- Dovi, omáčka z arašídového másla
- Bota, kaše s arašídovým máslem, mlékem, máslem a džemem podávaná jaké snídaně
- Mapopo, sladkost z papáji a cukru
- Biltong, kořeněné sušené maso divokých zvířat[5]

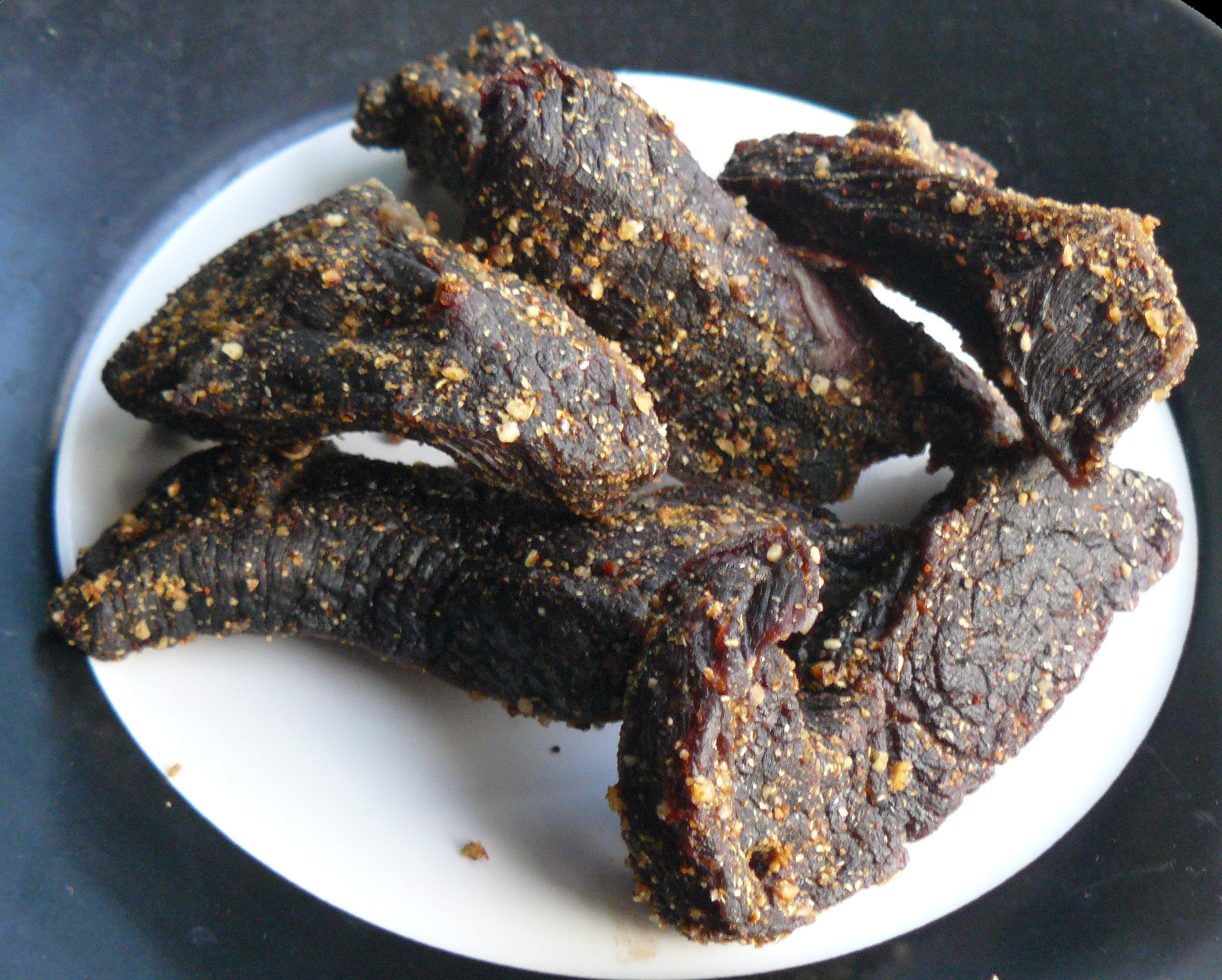
Biltong

- Červi mopane[6]
- Mupotohayi, kukuřičný chléb[7]

## Příklady zimbabwských nápojů
- Čaj[1][8]
- Whawha, tradiční kukuřičné pivo[1]
- Pivo, místní značka se jmenuje Zambezi[9]
- Maheu, nápoj z fermentované kukuřice, sladu a cukru[3]